# Becks letzter Sommer (Roman)
Becks letzter Sommer ist ein Roman des deutschen Schriftstellers Benedict Wells, der 2008 im Diogenes Verlag erschien. Er handelt von einem Lehrer mittleren Alters, der seiner Arbeit überdrüssig geworden ist. Im Management eines talentierten Schülers sieht er die Chance, seinen längst abgelegten Traum einer Musikkarriere zu leben. Ein sommerlicher Roadtrip mit einem exzentrischen Freund führt die beiden quer durch Osteuropa. Wells’ Debüt wurde in den Feuilletons überwiegend positiv aufgenommen. Im Jahr 2015 kam eine Verfilmung des Romans in die Kinos.

## Inhalt
Der Deutsch- und Musiklehrer Robert Beck steuert mit Ende 30 auf eine Midlife-Crisis zu. Seit er aus einer aufstrebenden Amateurband gedrängt wurde, hat er seinen Lebenstraum, Musiker zu werden, begraben. Doch in der Tätigkeit an einem Münchner Gymnasium findet er so wenig Erfüllung wie in flüchtigen Frauenbeziehungen. Sein einziger Freund ist sein ehemaliger Bandkollege Charlie, ein hünenhafter Schwarzer, der sich ziellos durchs Leben treiben lässt und in seiner Hypochondrie jeden Tag neue Krankheiten erfindet, an denen er zu sterben wähnt. Als Beck die Kellnerin Lara kennenlernt, die sich an einer Modeschule in Rom beworben hat, weiß er vom ersten Tag an um die Endlichkeit ihrer Affäre. Ausgerechnet für sie, die überhaupt nicht sein Typ ist, entwickelt er unerwartet tiefe Gefühle. Vergeblich versucht er, sie von der geplanten Abreise abzuhalten.
Ein 17-jähriger Schüler ist es, der eine Wende in Becks Leben zu bringen scheint. Rauli Kantas stammt aus Litauen und hat die Ausstrahlung eines kleinen Jungen. Ein verschrobener Einzelgänger, der in seiner Freizeit Schlittschuh läuft und angeblich eine Waffe besitzt. Doch als er eines Tages auf Becks Fender Stratocaster spielt, erweist er sich als musikalisches Naturtalent. Beck nimmt sich des Jungen an, schreibt für ihn Lieder und organisiert eine Release-Party, zu der er seine alten Kontakte aus der Musikszene einlädt. Nach anfänglichem Lampenfieber des Jungen sind es jedoch nicht Becks Lieder, mit denen er das Fachpublikum begeistert, sondern Raulis Eigenkompositionen, die er mit leichter Hand in freien Momenten auf kleine gelbe Zettel kritzelt. Sein Meisterstück ist der Song Finding Anna, geschrieben für seine Mitschülerin Anna Lind, die das litauische Jungtalent jedoch zurückweist.
Ausgerechnet Becks ehemaliger Bandkollege Holger Gersch bietet Rauli einen Vertrag bei Sony BMG an, und wie er vor vielen Jahren Beck aus der Band gedrängt hat, fordert er nun dessen Rückzug aus Raulis Management. Doch bevor es dazu kommt, brechen Beck, Charlie und Rauli zu einem Roadtrip nach Istanbul auf, wo Charlie seine Mutter besuchen will. Auf der Fahrt durch Ungarn und Rumänien stellt sich heraus, dass es noch einen weiteren Grund für die Fahrt gibt: Charlie hat sich zu einem Drogenschmuggel überreden lassen, der ihn in Bukarest bei einer Auseinandersetzung seinen kleinen Finger kostet. Rauli hingegen gesteht, dass er hinter Becks Rücken das Angebot von Sony BMG längst angenommen hat. Von seinen beiden Mitfahrern hintergangen, entwickelt Beck auf der turbulenten Reise dennoch eine enge Beziehung zu ihnen. Seine Zukunft hingegen ist ungewiss. Rauli ist als Künstler ein Genie, er selbst nur Durchschnitt. Soll er trotzdem seine Sicherheit aufgeben und zur Musik zurückkehren, obwohl ein Scheitern wahrscheinlich ist? Als Beck schließlich eine Designerdroge probiert, erscheint ihm im Rausch Robert Zimmerman alias Bob Dylan, der ihn bestärkt, seine Träume zu leben.
Rauli verlässt Beck unmittelbar nach der gemeinsamen Rückkehr und lebt fortan in England, wo er an seiner Musikkarriere arbeitet, ohne jedoch jemals sein volles Talent ausschöpfen zu können. Charlie gewinnt in Istanbul neuen Lebensmut, doch auf dem Rückflug kommt er, der endlich seine Flugangst überwunden hat, durch einen Flugzeugabsturz ums Leben. Beck kündigt seine Stellung als Lehrer und zieht nach Italien, um Musik zu machen. Acht Jahre später lebt er noch immer allein, wartet auf die musikalische Inspiration und arbeitet wieder in Teilzeit als Nachhilfelehrer. Was mit Lara ist, bleibt unklar, doch offenbar sind sie nicht zusammen. Eines Abends besucht ihn Rauli Kantas, von Enttäuschungen und Drogen gezeichnet. Beck erfährt, dass der Junge früher von seinem Vater geschlagen wurde, und auch, dass er nie über die Zurückweisung seiner Jugendliebe Anna hinweggekommen ist. Als Rauli wieder geht, hat er das einzige Lebewesen mitgenommen, das Beck etwas bedeutet: seine namenlose Katze. Doch er hat seinem ehemaligen Lehrer als Abschiedsgeschenk ein Lied hinterlassen, das dessen musikalischen Ambitionen Auftrieb verleihen könnte: sein noch immer unveröffentlichtes Meisterwerk Finding Anna.

## Hintergrund
Becks letzter Sommer ist Benedict Wells erster veröffentlichter Roman. Er entstand jedoch nach seinem Erstling Spinner, der erst im Anschluss erschien. Als Wells den Roman mit 21 Jahren zu schreiben begann, hatte er noch kein klares Handlungsgerüst vor Augen. Nach zwei Jahren umfasste die Arbeit über 1500 Seiten, die Wells für die Veröffentlichung radikal zusammenstrich. Nachdem seine Manuskripte vier Jahre lang nur Absagen von Verlagen geerntet hatten, interessierte sich 2007 Daniel Keel für Becks letzter Sommer und veröffentlichte den Roman im Diogenes Verlag, der zu dieser Zeit nur alle drei Jahre überhaupt einen neuen Autor ins Verlagsprogramm aufnahm.
Die Idee zu Becks letzter Sommer entstand in Wells durch die Bekanntschaft zu einem Lehrer, der von seinem Dilemma zwischen gesicherter Beamtenanstellung und unerfüllter Selbstverwirklichung berichtete. Wells fragte sich, „was passiert wenn ich diesen Typen packe und in das verrückteste Abenteuer stecke, das nur möglich ist.“ Der Roadtrip im Roman greift ein eigenes Erlebnis des Autors auf, der mit 16 im Auto über Osteuropa nach Istanbul reiste. Im Gegensatz zu seinem Protagonisten Beck ist Wells allerdings ein großer Bewunderer Bob Dylans, auf den im Roman immer wieder verwiesen wird.

## Form
Bereits die Gliederung des Romans wird durch das zentrale Thema Musik bestimmt: Wie in einer Langspielplatte gibt es ein Intro, eine A- und B-Seite und ein Outro. Jede Seite besteht aus vier Kapiteln, so genannten Tracks, die mit Bob-Dylan-Songs betitelt sind. Der Roman spielt hauptsächlich zwischen Februar und August 1999 und wird von seinem Protagonisten Beck in einer Rückblende aus dem Jahr 2007 heraus erzählt. Die Perspektive wird jedoch immer wieder durchbrochen durch Beck und ich betitelte Einschübe, in denen der Autor selbst als Schriftsteller Ben in der Geschichte auftaucht und das Leben seines ehemaligen Lehrers Beck recherchiert. Diese laut Florian Illies „gefährliche Konstruktion, die wie eine mühsame metapoetologische Laubsägearbeit wirken könnte“, soll laut Wells die Illusion einer realen Geschichte erhöhen.

## Rezeption
Becks letzter Sommer wurde in den deutschsprachigen Feuilletons überwiegend positiv besprochen. Bereits das Alter des Autors, der bei Veröffentlichung seines Romans gerade erst 24 Jahre alt war und damit der jüngste Autor in Reihen des Diogenes Verlags, sorgte bei der Präsentation des Buches für Aufsehen. Ebenso staunt Regula Freuler über die Tatsache, dass der Jungautor kein schmales Prosabändchen vorlege, sondern einen ausladenden 450 Seiten starken Roman, in dem er den Mut habe „frisch draufloszuerzählen“. Für Florian Illies ist es das „interessanteste Debüt“ eines „neuen, ganz eigenständigen Exponenten“ mit „jenem charakteristischen lebenssatten und unzerknautschten Diogenes-Tonfall“. Jan Söfjer lässt die Floskel „Wunderkind“ fallen, um gleich zu relativieren, dass der Autor kein solches sei, sondern seinen Roman aus eigenen Erfahrungen speise. Martin Wittmann findet den Roman immerhin „mitreißend, aber alles andere als eine Neuerfindung des Genres.“
Patrick van Odijk beschreibt Becks letzter Sommer als eine vordergründig „leichte rasante Geschichte“, die jedoch viele ernsthafte Themen aufgreift: „Schwierige Vater-Sohn-Beziehungen, Freundschaft und Verrat, Drogenabhängigkeit, Tod und Liebesleid.“ Regula Freuler entdeckt ein „literarisches Spiel“ zwischen „Sozialkritik, Seelenstudie, Roadmovie, Liebesgeschichte, Männerfreundschaftsroman, Entwicklungsroman.“ Der Autor gehört für sie zu einer „postpopkulturellen Jugend, die Scheu vor Ernsthaftigkeit nicht hinter Ironie versteckt, sondern sich getraut, auch einmal einfach nur ernsthaft zu sein.“ So wandelt sich auch der „Sound“ des Romans auf der B-Seite, wird laut Jan Söfjer „weicher und die Töne lang und warm“. Für Martin Wittmann lässt der Roman hier nach: es sei „eben nur eine B-Seite“. Regula Freuler sieht darin hingegen eine „Selbstbestätigung des jungen Mannes als Romantiker“.
Den Unterschied zwischen A- und B-Seite vergleicht Gertrude Siefke mit den zwei Seiten des Lebens: „Stagnation und Dynamik, Heiterkeit und Melancholie, Oberflächlichkeit und Tiefgang“. Jan Söfjer sieht in Becks letzter Sommer einen Künstlerroman, der sich um „die Selbstverwirklichung, das Künstlerwerden“ dreht, ohne jedoch klischeehaft ins Happy End zu münden: „Das Leben, so die Botschaft, holt einen immer wieder ein.“ Für Florian Illies geht es „vor allem um Ideale, Utopien und warum man sie andauernd verraten muss.“ Dies werde „mit unprätentiöser, scheinbar beiläufiger Sprache“ und Tempiwechseln, die an das furiose Gitarrenspiel Raulis erinnern, erzählt. Patrick van Odijk kritisiert einzig Anflüge von „jugendlicher Geschwätzigkeit“, und Regula Freuler Passagen von Selbstinterpretation: „Dabei brauchte diese CD kein Booklet, die reine Musik würde vollauf genügen.“

## Ausgaben
- Benedict Wells: Becks letzter Sommer. Diogenes, Zürich 2008, ISBN 978-3-257-06676-0.
- Benedict Wells: Becks letzter Sommer. Gelesen von Christian Ulmen. Diogenes, Zürich 2015, ISBN 978-3-257-80366-2.